# Mycosphaerella pomacearum
Mycosphaerella pomacearum är en svampart som först beskrevs av Crié, och fick sitt nu gällande namn av Cornelius Anton Jan Abraham Oudemans 1905. Mycosphaerella pomacearum ingår i släktet Mycosphaerella och familjen Mycosphaerellaceae.   Inga underarter finns listade i Catalogue of Life.